# Лудвиг фон Вюртемберг (1756–1817)
Лудвиг Фридрих Александер фон Вюртемберг (на немски: Ludwig (Louis) Friedrich Alexander von Württemberg; * 30 август 1756, Трептов на Рега, Бранденбург; † 20 септември 1817, Кирххайм унтер Тек) е принц на Вюртемберг и пруски генерал-фелдмаршал на кавалерията. Той е прадядо на Мария фон Тек, бабата на британската кралица Елизабет II.

## Биография
Той е вторият син на херцог Фридрих Евгений II фон Вюртемберг (1732 – 1797) и съпругата му маркграфиня Фридерика Доротея фон Бранденбург-Швет (1736 – 1798), дъщеря на маркграф Фридрих Вилхелм фон Бранденбург-Швет и съпругата му София Доротея Мария Пруска (1719 – 1765). Брат е на Фридрих I Вилхелм Карл (1754 – 1816), от 1806 г. първият крал на Вюртемберг. Сестра му София Доротея Августа (Мария Фьодоровна) (1759 – 1828) е омъжена през 1776 г. за руския император Павел I. Сестра му Елизабет Вилхелмина Луиза (1767 – 1790) е омъжена през 1788 г. за император Франц II (1768 – 1835).
Лудвиг фон Вюртемберг става генерал-лейтенант и губернатор на Варшава. Напуска войската по болест като генерал-фелдмаршал на 22 март 1800 г. Той умира на 20 септември 1817 г. в Кирххайм унтер Тек на 61 години.

## Фамилия
Първи брак: на 28 октомври 1784 г. в Полша с принцеса Мария Анна Чарториски-Зомгаско (* 15 март 1768; † 21 октомври 1854, Виена), дъщеря на княз Адам Чарториски (1734 – 1823) и графиня Изабела Флеминг (1746 – 1835). Те се развеждат през 1792/1793 г. Двамата имат един син:
- Адам Карл Вилхелм Станислаус Ойген Паул Лудвиг (1792 – 1847)

Втори брак: на 28 януари 1797 г. с принцеса Хенриета фон Насау-Вайлбург (* 22 април 1780; † 2 януари 1857), дъщеря на княз Карл Кристиан фон Насау-Вайлбург и съпругата му Каролина Оранска-Насау-Диц, дъщеря на княз Вилхелм IV Орански. Те имат децата:
- Мария Доротея Вюртемберска (1797 – 1855), омъжена на 24 август 1819 г. за ерцхерцог Йозеф Антон Йохан Австрийски (1776 – 1847), син на император Леополд II
- Амалия фон Вюртемберг (1799 – 1848), омъжена на 24 април 1817 г. за херцог Йозеф фон Саксония-Алтенбург (1789 – 1868), син на херцог Фридрих фон Саксония-Хилдбургхаузен
- Паулина фон Вюртемберг (1800 – 1873), омъжена на 15 април 1820 г. за първия си братовчед крал Вилхелм I фон Вюртемберг (1781 – 1864)
- Елизабет Александрина фон Вюртемберг (1802 – 1864), омъжена на 16 октомври 1830 г. за маркграф Вилхелм фон Баден (1792 – 1859), син на великхерцог Карл Фридрих фон Баден
- Александер Паул Лудвиг Константин (1804 – 1885), основател на линията на херцозите на Тек, женен на 2 май 1835 г. (морг.) за графиня Клаудина Рéдей фон Кис-Рéде (1812 – 1841)

Той има извънбрачен син:
- Карл Лудвиг Фердинанд, от 1808 г. фрайхер Рукник фон Менген (1786 в Белград – 1841), женен на 11 май 1818 г. за фрайхерин Елза фон Цигезар (1792 – 1823)

- Мария Анна фон Чарториски
- Хенриета фон Насау-Вайлбург